# John Inkster Goodlad

## Biografia
John Inkster Goodlad nascido em North Vancouver em 1920, British Columbia, Canadá, foi professor, director e reitor depois de, em 1949, ter concluído o Doutoramento na Universidade de Chicago. Na mesma universidade tirou também um curso de teoria curricular que aliado à sua prática letiva, teve um efeito duradouro no seu trabalho académico.

Goodlad descreve a evolução da estrutura conceptual do currículo escolar em Curriculum Inquiry (Goodlad et al 1979), onde apresenta um sumário de mais de 20 anos de trabalho sobre teoria curricular. Este trabalho começou como um projecto interdisciplinar na Universidade de Chicago em 1956, e foi desenvolvido através de pesquisas bibliográficas e empíricas (Universidade da Califórnia, Los Angeles, e outras instituições).

Na sua obra mais importante, A Place Called School (1984), Goodlad criticou as escolas públicas por não estarem a ensinar o pensamento analítico.

No seu projecto curricular tenta aproximar teoria curricular da sua prática tanto quanto possível e consiste em 7 domínios de instrução que estão distribuídos pelo ensino secundário da seguinte forma: Matemática e Ciências (18 por cento), Línguas e Literatura (18 por cento), Estudos Sociais (15 por cento), Artes (15 por cento), Estudos Vocacionados (15 por cento), Educação Física (10 por cento) e disciplinas opcionais (9 por cento). Poderia haver algumas variações nas percentagens e o sétimo domínio podia ser concentrado num dos outros domínios, incluindo as artes.

Relativamente às artes, Goodlad pensa que a educação de hoje gasta muito tempo em fazer arte em vez de falar sobre arte. Como a educação artística centra-se unicamente no processo, é dado pouco ênfase na apreciação de obras de arte como forma de expressão cultural, que é o mesmo que dizer que se dá pouca importância ao desenvolvimento de um entendimento sofisticado da arte. Ele defende que as actividades práticas de arte devem ser acompanhadas de estudos culturais sobre arte.